# علامة التخلص
علامة التخلص علامة توضع فوق اسم الشاعر للدلالة على التخلص.